# ميكيل ريكو
ميكيل ريكو مورينو (بالإسبانية: Mikel Rico Moreno) (مواليد 4 نوفمبر 1984 - باساوري ، إسبانيا) لاعب كرة قدم إسباني ، يلعب في مركزي خط الوسط المحوري والدفاعي، ويلعب حاليًا لنادي أتلتيك بيلباو الإسباني.

## بطولات وإنجازات اللاعب

### أتلتيك بيلباو
- كأس السوبر الإسباني: 2015

## روابط خارجية
- ميكيل ريكو على موقع قاعدة بيانات كرة القدم.إي يو (الإنجليزية)
- ميكيل ريكو على موقع Soccerway.com (الإنجليزية)
- ميكيل ريكو على موقع عالم كرة القدم.نت (الإنجليزية)
- ميكيل ريكو على موقع AS.com (الإسبانية)